# Csontvázpart

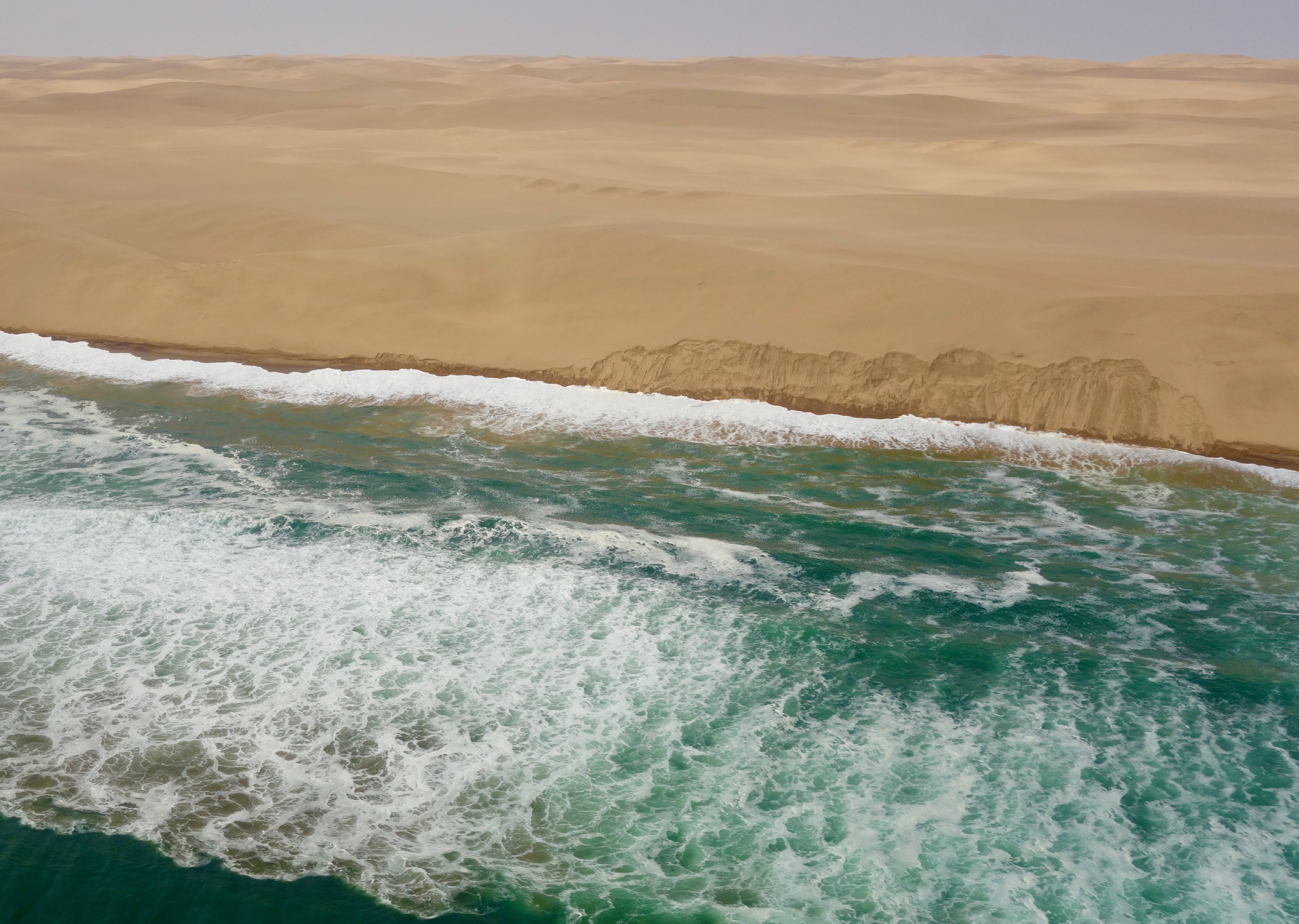
A Namib-sivatag partmenti dűnéi a Csontvázparton

A Csontvázpart (afrikaansul: Skedelkus) a namíbiai tengerpart északi részének elnevezése. A legelterjedtebb meghatározás szerint az angolai határnál az Atlanti-óceánba ömlő Cunene-folyótól délen a Swakop-folyóig tart, de tágabb értelemben az elnevezést a Namib-sivatag egész tengerpartjára szokták érteni. Nevét a parton szétszórt, az egykori bálnavadászat emlékét őrző bálna és fóka csontokról kapta. A partvidék mentén a hideg Benguela-áramlat halad, ezért az éghajlat rendkívül száraz, évente alig 10 mm csapadék hull. A barátságtalan környezet miatt a szárazföld belsejében élő őslakos busmanok elnevezése a területre a „Föld, amit Isten dühében teremtett”. A legtöbb szakaszon homokos tengerpartot néhány helyen sziklakibúvások törik meg, délen pedig a kavicsborítás a jellemző. A Csontvázpart általánosságban az épülő, lapos partszakasz  jellegzetes példája.

## Történet

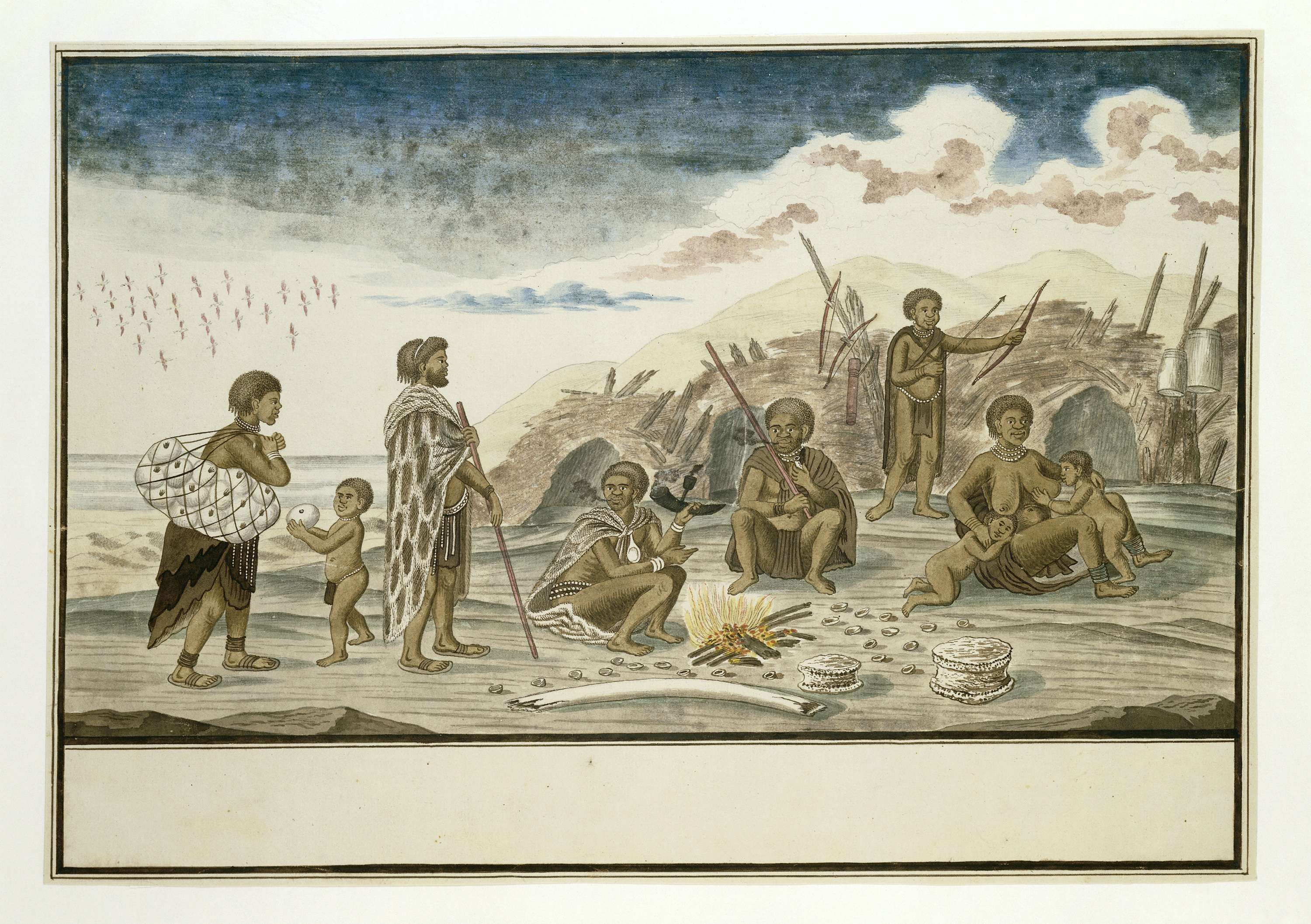
Strandloperek ábrázolása 1779-ből

A terület eredeti lakói a hollandok által strandlopereknek (tengerparti vándorlóknak) nevezett apró hottentotta csoportok voltak, akik nomád életmódot folytatva tengeri állatok vadászatából és kagylók, valamint egyéb apró élőlények gyűjtögetéséből éltek. A 19. és a 20. század során közösségeik fokozatosan feladták hagyományos életmódjukat és asszimilálódtak a környező népekbe, emiatt a partvidék teljesen lakatlanná vált. Az általuk hátrahagyott szemétdombok továbbra is számos helyen megtalálhatóak a Csontvázparton, ezeket a dél-afrikai archeológusok fontos régészeti lelőhelyekként tartják számon.

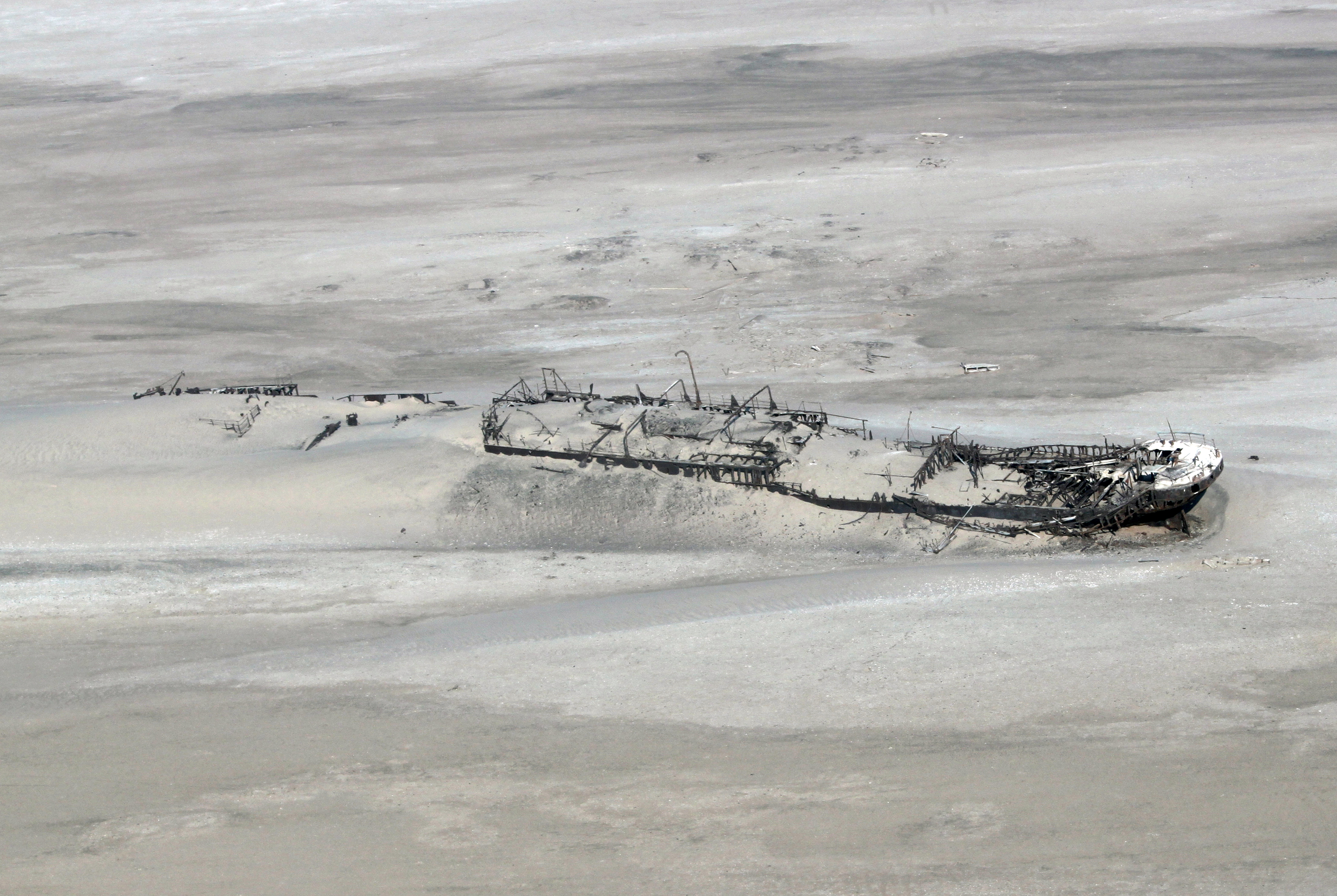
A német Eduard Bohlen 1909-ben futott zátonyra

A 16. század elejétől kezdődően a partvidék mellett haladt el az Afrikát megkerülő portugál hajósok útvonala, ezt a szakaszt az egyik legveszélyesebbnek tartották. A hideg áramlat miatt az év legnagyobb részében áthatolhatatlan köd üli meg a tájat és az óvatlan hajósok könnyen zátonyra futhattak a felszín alatt megbúvó sziklákon. Akik túléltek egy ilyen szerencsétlenséget, a partra jutva reménytelen helyzetbe kerültek, előbb-utóbb szomjan haltak a mindentől távol fekvő sivatagban. A portugálok a „Pokol kapui” néven emlegették a partvidéket. A hajótörések a későbbi időszakokban is folytatódtak, jelenleg több mint 100 kisebb-nagyobb hajóroncs rozsdásodik a Csontvázparton. A legnevezetesebb roncsok az Eduard Bohlen, a Benguela Eagle, az Otavi, a Dunedin Star és a Tong Taw. 
A planktonokban gazdag Benguela-áramlat nagy déli simabálna és hosszúszárnyú bálna populációnak adott otthont. A bálnavadászatot 1726-ban kezdte meg a Holland Nyugat-indiai Társaság, 1780-ban pedig már amerikai, francia és norvég bálnavadászok is érkeztek a a területre. A levadászott állatok feldolgozásának központja Walvis Bay volt, Namíbia partjainál 1908 és 1930 között 73 500 bálnát öltek meg. A hatalmas léptékű túlvadászat miatt a bálnák ekkor kihaltak a térségből.

## Skeleton Coast Nemzeti Park

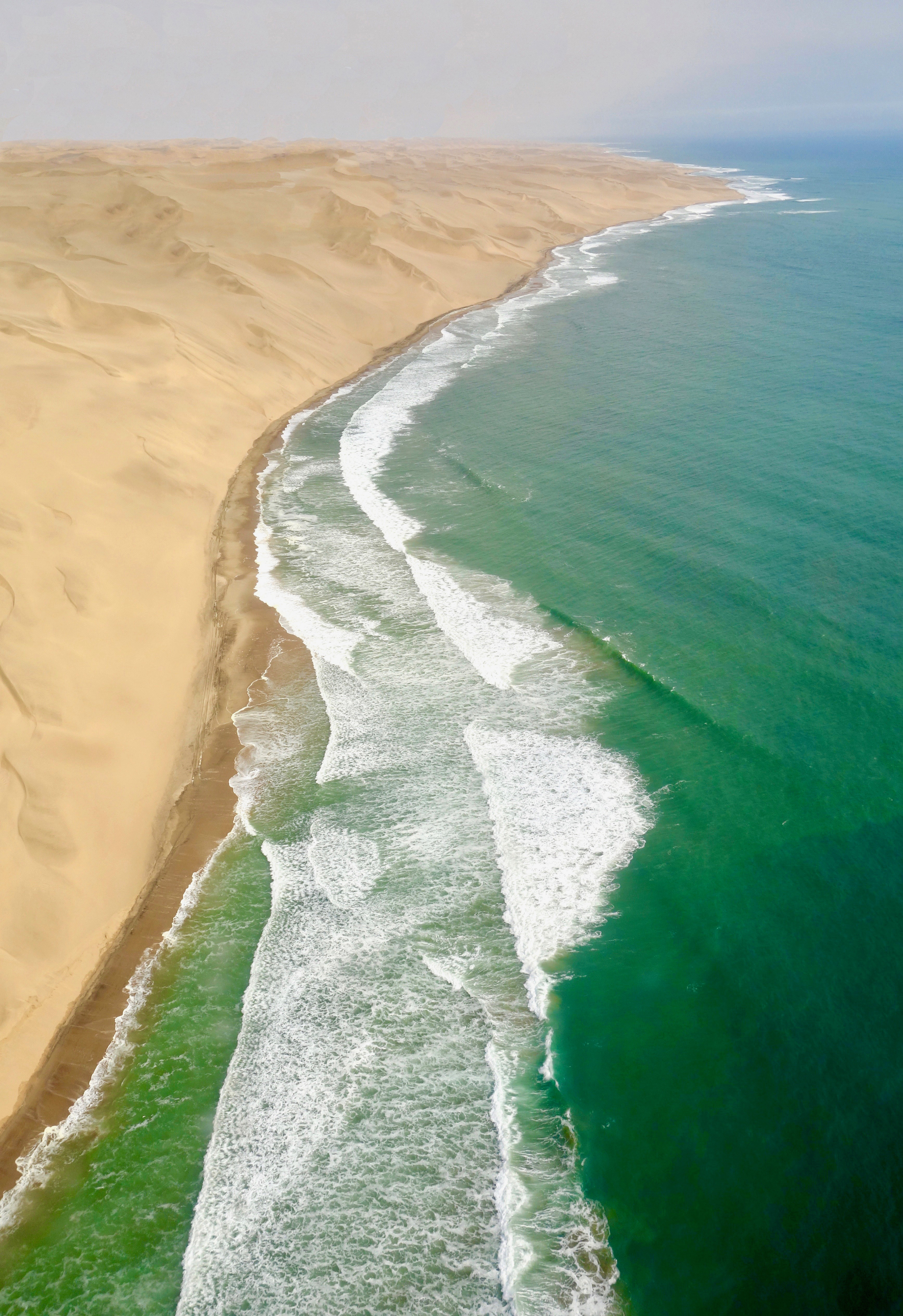
Légifelvétel

A kormányzat 1971-ben nemzeti parkot hozott létre a területen. A  16 390 km² kiterjedésű Skeleton Coast (Csontvázpart) Nemzeti Park a namíbiai tengerpart egyharmadának nyújt védelmet, valamint a Namib-sivatag itteni részének. Kelet felé a szárazföld belsejében először egy sávban homoksivatag húzódik vándorló dűnékkel, Walvis Bay mellett található a 7-es számú dűne, amely 383 méteres magasságával a legmagasabb Namíbiában. Még keletebbre Kaokóföld hegyvonulatai húzódnak, a hegyvidék mély szurdokairól és a Hoarusib-folyó látványos agyaformációiról ismert. A védett terület  két zónára oszlik, a déli rész autóval is látogatható a turisták számára, az északi rész azonban szigorúbb védelem alatt áll, a látogatók ezt a részt csak repülőről tekinthetik meg. Tervben van a nemzeti park kibővítése a délebbre található védett területekkel való egyesítés révén, ha ez a döntés megvalósul, Namíbia válik az első országgá a világon, amelynek teljes tengerpartja nemzeti park.
A park északi részén, Kaokóföldön himbák élnek akik elzártságuknak köszönhetően a 21. században is megőrizték ősi életvitelüket, míg a délebbre fekvő Damaraföld lakói, a damarák már sokkal modernebb életmódot folytatnak.

## Élővilág
A Csontvázpart tengeri élővilágának legjellegzetesebb képviselői a fókák, a Cross-foknál több százezres nagyságú dél-afrikai medvefóka kolónia található, ami az egész világon a legnagyobbak közé tartozik.
A hatékony természetvédelemnek köszönhetően a 20. század elején kiirtott hosszúszárnyú bálnák fokozatosan visszatértek a partmenti vizekbe, elsőként 2012-ben figyeltek meg példányokat, 2021-re pedig már rendszeressé vált a jelenlétük.
A csontvázparti ökoszisztéma kulcsfontosságú alapját alkotják a zuzmók, amelyeknek több mint 100 faja él a dűnék nyugati oldalán, ahol indőnként kicsapódik a tenger felől érkező köd. További jellemző növények a Tetraena stapfii (dollar bush), a brakspekbos és a ganna. A partvidék jellegzetes növénye a széles, szalagszerű levelekkel rendelkező velvícsia is, amely akár 2000 évig is élhet.

A ritkás növényzet és száraz klíma ellenére elsősorban az időszakos folyók völgyében számos nagyobb állatfaj is előfordul. Élnek itt kalahári oroszlánok, oryxok, vándorantilopok, sakálok, struccok, barna hiénák, zsiráfok és elefántok is. Jelentős a madárpopuláció, a flamingók mellett költenek itt a kis vöcsök, a recurvirostra és a gallinuia  egyedei is.

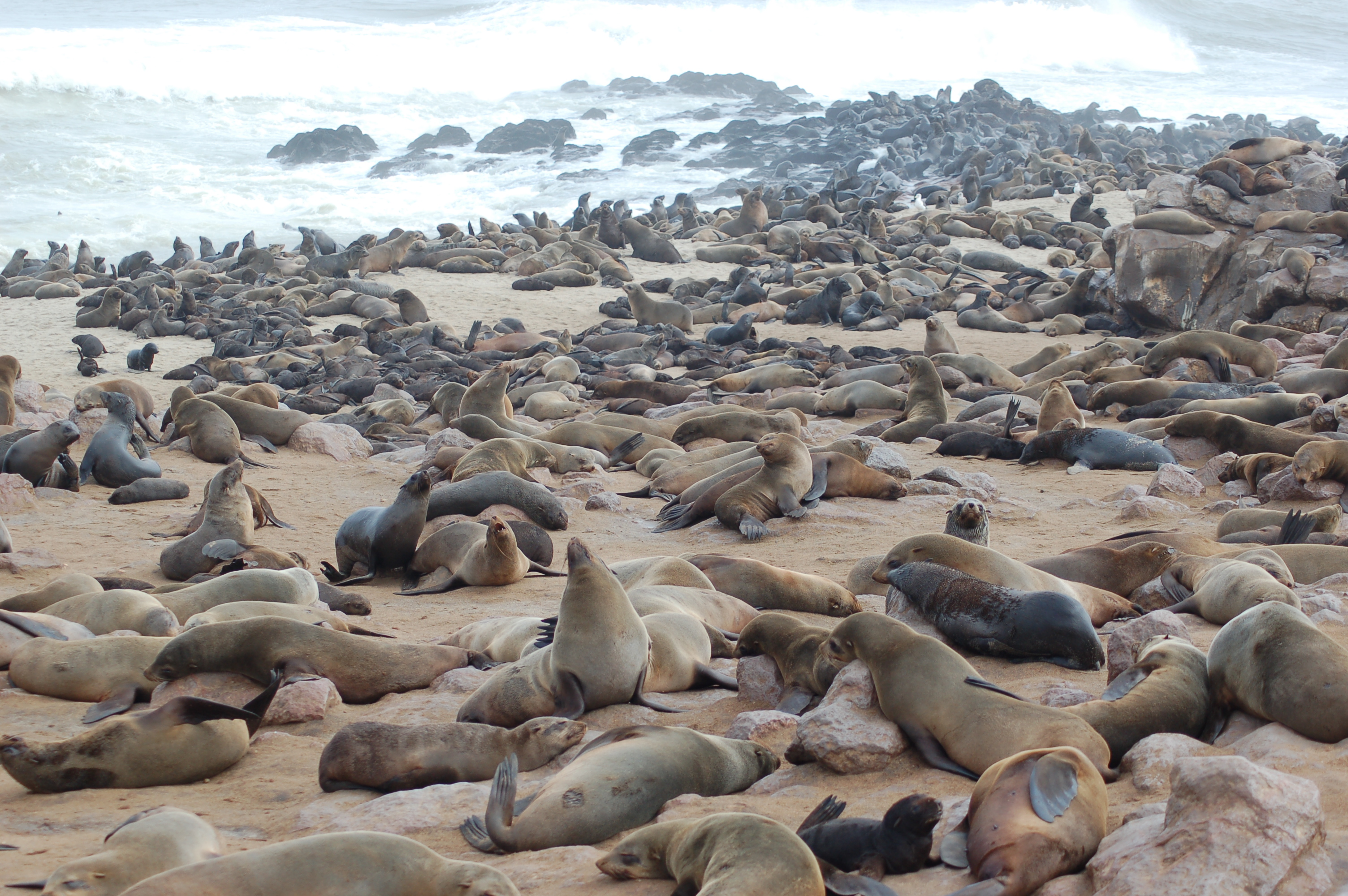
Fókák a Csontvázparton
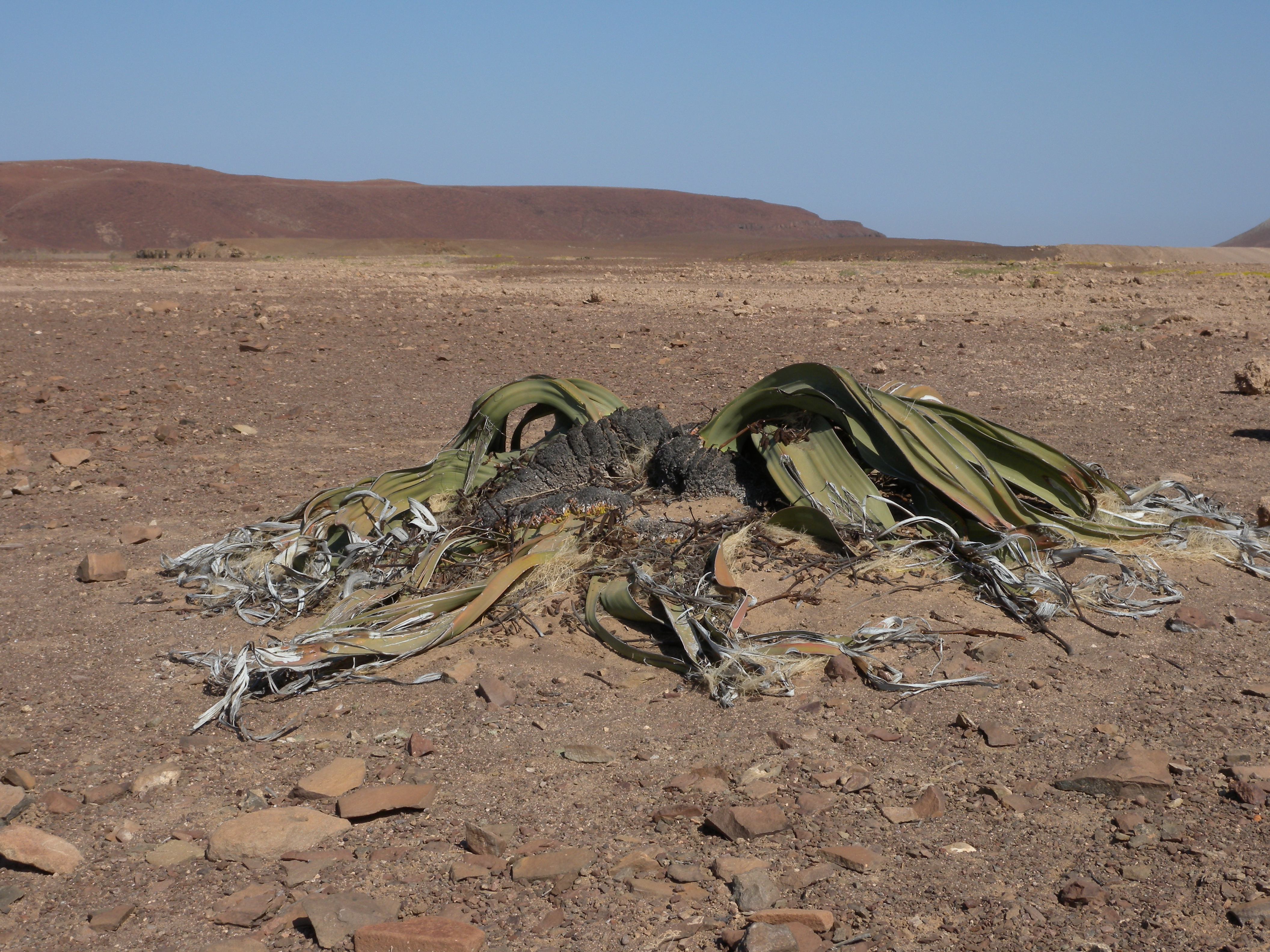
Velvícsia a partvidéken
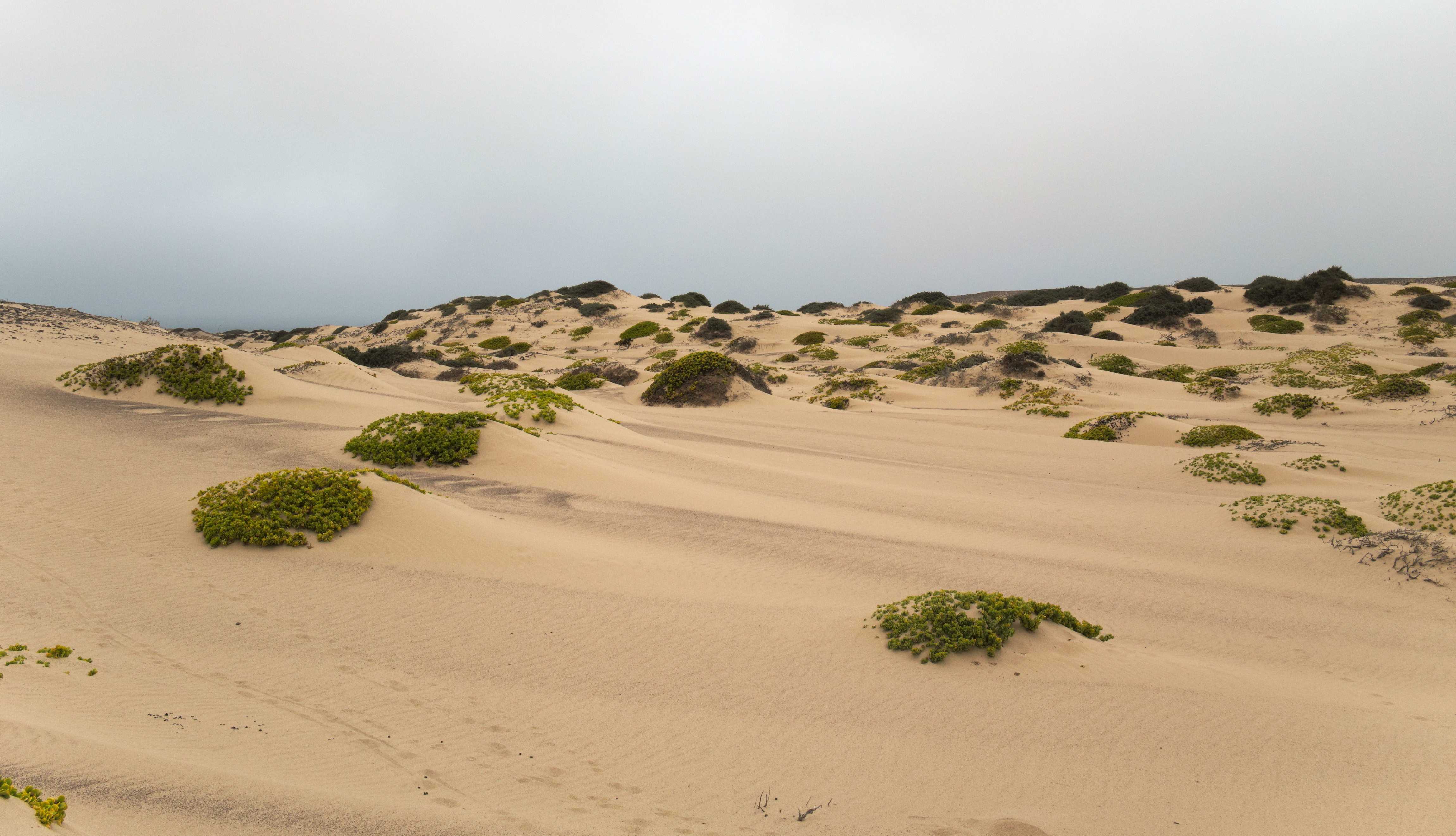
Parti dűnesor Tetraena stapfii vegetációval